# Банковский переулок (Архангельск)
Банковский переулок — очень короткая, около 100 метров, улица в историческом центре Архангельска. Проходит от Набережной Северной Двины, до сооружения здания архангельского Облсовпрофа имел выход на Троицкий проспект.

## История

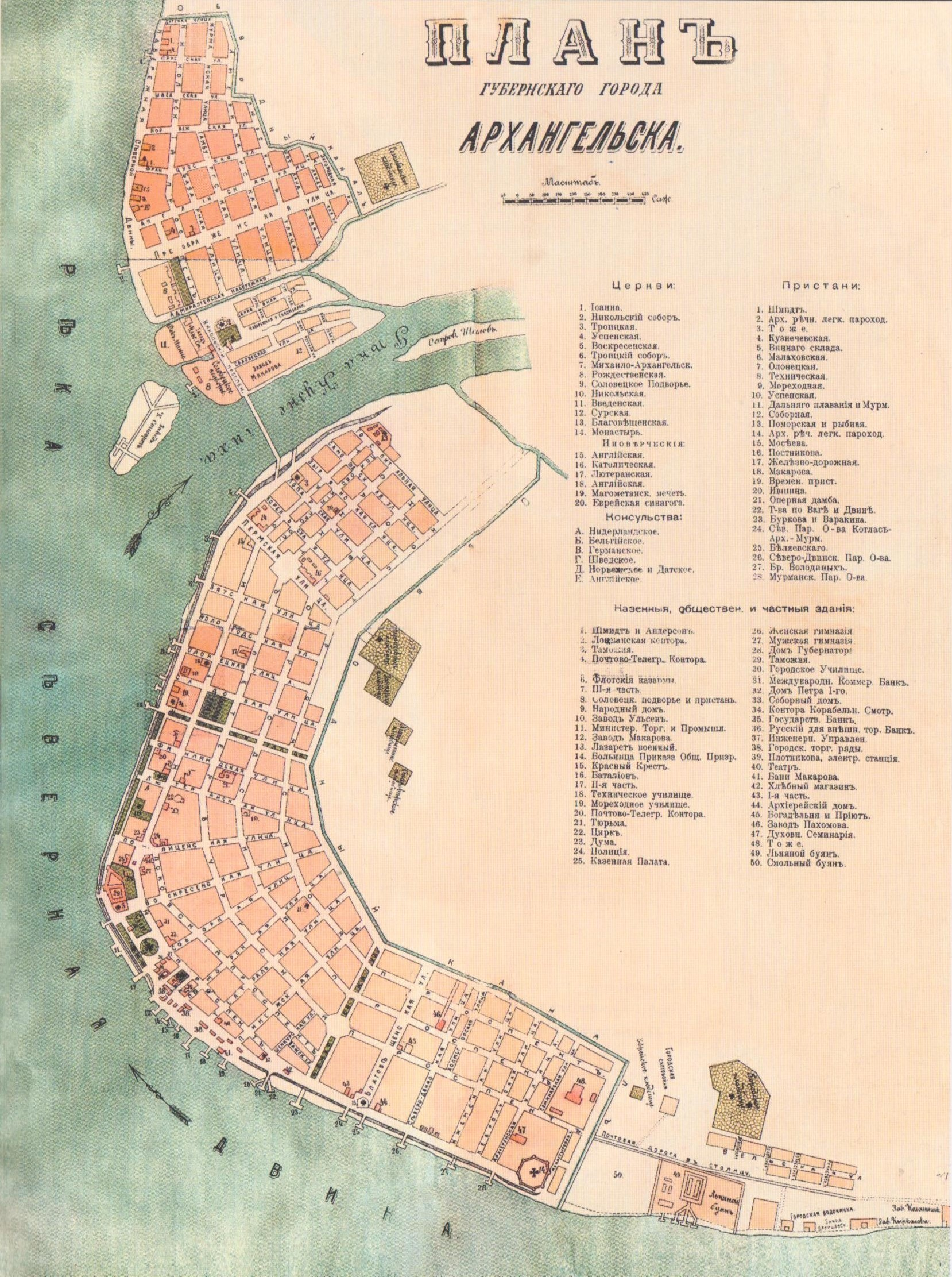
Карта Архангельска 1890 года

Историческое название, Вагановский, по имени местного домовладельца, купца Якова Ваганова, записавшегося в посад в 1779 году. Современное название с начала XIX века, дано по банку, находившемуся в доме, выкупленном в 1819 году у наследников Ваганова.
С 1984 по 1991 годы переулок носил имя братьев Сибирцевых, учёных, уроженцев Архангельска: почвоведа Н. М. Сибирцева (1860—1900) и историка Ю. М. Сибирцева. Название «Банковский» восстановлено в 1991 г.
С установлением советской власти банк был национализирован, в нем открылся губернский финотдел
В усадьбе Ананьина открыта «Поморская АРТель» — филиал Архангельского городского культурного центра, здесь оборудована выставочная галерея, «Деловой чердак», мастерская Поморыча, помещения для занятий, обновленная гостиная с выставкой «Северная выпечка», проходят музыкальные вечера, представления «домашнего» театра, работает проект «Кардиограмма души», устраиваются интерактивные экскурсии по разной тематике, мастер-классы, литературные программы и «Купеческая игра», среди достопримечательностей — эксклюзивная электронная шарманка
В 2019 году в здании Соловецкого подворья открылась Академия колокольного звона
В декабре 2021 года переулок был впервые включён в маршрут праздничных народных гуляний в городе.

## Достопримечательности

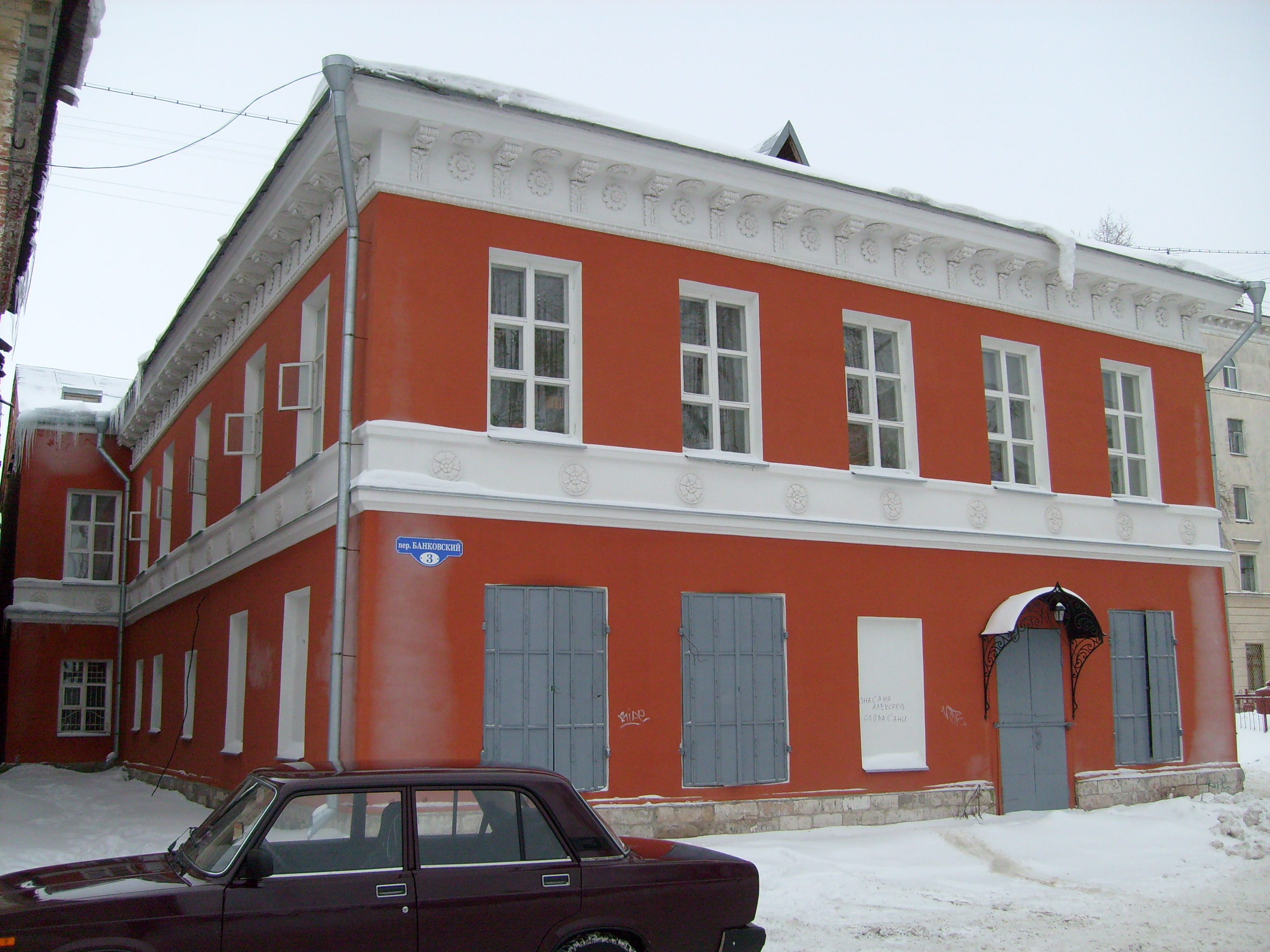
Городская усадьба А. В. Ананьина

д. 1 — Академия колокольного звона Петровского В. М.
д. 3 — Городская усадьба А. В. Ананьина